# José Daniel Ferrer
José Daniel Ferrer García, né le 29 juillet 1970, est un dissident cubain de Santiago de Cuba. Membre du mouvement chrétien de libération (MCL), fondé par Oswaldo Payá, il a participé à la collecte de signatures pour le projet Varela, au cours duquel 25 000 signataires ont demandé au gouvernement cubain de garantir la liberté de parole et la liberté de réunion, et la démocratie.

## Biographie
À la suite de sa participation au projet  Varela, José Daniel Ferrer García est arrêté en 2003 lors du Printemps noir cubain et condamné à 25 ans de réclusion. Après 8 ans de prison, il est libéré en 2011. Il est de nouveau arrêté en février 2012 alors qu'il venait de rencontrer un autre opposant cubain, Elizardo Sánchez.
José Daniel Ferrer coordonne à Santiago de Cuba, dans le sud-est de l'île, l'Union patriotique de Cuba (UNPACU - Unión Patriótica de Cuba), créée le 24 août 2011.
Il est emprisonné en octobre 2019 pour, selon les autorités cubaines, des faits de violence. Les États-Unis considèrent qu’il s’agit d’un prisonnier politique, et l’Union Européenne demande sa libération et dénonce « la torture et les mauvais traitements dont aurait souffert José Daniel Ferrer » . Sous la pression de la communauté internationale, il est libéré, avec trois autres militants de l’Union patriotique de Cuba, en avril 2020, mais placé en résidence surveillée.
Le 30 juin 2020, alors que, comme en écho aux réactions qui ont suivi le meurtre de George Floyd, un Afro-Américain victime de violences policières aux États-Unis, sont organisées des manifestations pour protester contre la mort d'un jeune Afro-Cubain, le racisme et les interventions policières brutales, José Daniel Ferrer est arrêté parmi des dizaines d'artistes, tels que Tania Bruguera, de journalistes et d'opposants au régime castriste.
En 2020, José Daniel Ferrer apporte son soutien au Mouvement San Isidro qui conteste notamment le décret 349 jugé liberticide. Celui-ci oblige les artistes à solliciter l’autorisation préalable du ministère de la Culture avant de se produire dans les espaces publics ou privés. Le décret 349 prévoit aussi l'interdiction de vendre des livres dont la teneur est « préjudiciable à l'éthique et aux valeurs culturelles » de Cuba,.
En février 2021, José Daniel Ferrer, avec plus de 300 personnalités cubaines, demande la fin de la répression dans l'île et la libération des prisonniers politiques avant que Washington s'engage dans une normalisation avec Cuba et assouplisse l'embargo des États-Unis contre Cuba. Parmi les signataires Camila Lobon et Héctor Luis Valdés sont membres du mouvement 27N (mouvement de la manifestation du 27 novembre 2020), mais on compte aussi des opposants historiques comme Rosa María Payá ou l'historien cubain Rafael Rojas .
Le 26 février 2021, José Daniel Ferrer est de nouveau arrêté à son domicile à Santiago de Cuba sans raison apparente selon ses proches. Néanmoins il avait peint sur la façade de sa maison les mots Patria y vida, en référence à un vidéoclip de rappeurs afro-cubains critiquant les résultats de 60 ans de dictature communiste dans l'île . Puis José Daniel Ferrer est remis en liberté dix heures après son arrestation, un juge lui ayant demandé de cesser ses activités politiques .
Lors des manifestations du 11 juillet 2021 à Cuba, José Daniel Ferrer est arrêté . Il libéré par les autorités cubaine le 16 janvier 2025 .

## À voir